# Зоран Качић
Зоран Качић (Сплит, 9. септембар 1953) бивши је југословенски ватерполиста.

## Спортска биографија
Рођен је 9. септембра 1953. године у Сплиту. Играо је на позицији ватерполо голмана. У каријери је наступао за Морнар, ПОШК и Јадран из Сплита.
За репрезентацију Југославије играо је 1975. године на Медитеранским играма у Алжиру, када је освојена сребрна медаља. Играо је на Олимпијским играма 1976. у Монтреалу, где је са репрезентацијом Југославије заузео пето место.